# Putting Pants on Philip
Putting Pants On Philip é um curta-metragem mudo estrelado pela dupla de comediantes britânicos/estadunidenses Laurel & Hardy. Feito em 1927, é o primeiro filme oficial deles juntos como uma equipe.

## Enredo
Piedmont Mumblethunder ansiosamente antecipa a chegada de seu sobrinho escocês, Philip, em um píer. Não familiarizado com a aparência de Philip, mas armado com o conhecimento de que ele fica sobrecarregado na presença de mulheres, Piedmont aguarda ansiosamente sua chegada. Para sua surpresa, o homem de kilt malcomportado durante um exame de navio acaba sendo Philip. Inicialmente surpreso com a aparência efeminada de Philip, Piedmont tenta puxar assunto com ele e o guia pela cidade.
No entanto, Piedmont logo descobre que Philip está longe de ser tímido e, na verdade, demonstra uma afeição descarada por mulheres. Seu comportamento leva a vários encontros embaraçosos, incluindo inadvertidamente fazer duas mulheres desmaiarem ao se expor enquanto caminhava sobre uma grade de ventilador. Frustrado com a conduta de Philip, Piedmont decide intervir e o leva a um alfaiate para comprar calças, o que Philip se opõe veementemente.
Não querendo desistir de sua perseguição por uma jovem que conheceu antes, Philip sai da alfaiataria. Em uma tentativa de impressioná-la, ele remove seu kilt para cobrir uma poça de lama, apenas para ser rejeitado quando a mulher o contorna sem esforço. A situação piora ainda mais quando Piedmont, pisando no kilt descartado, cai em um poço lamacento. O filme termina com um close-up do rosto de Oliver Hardy mostrando "um olhar clássico de desgosto em breve".